# Jaworowe Wierchy

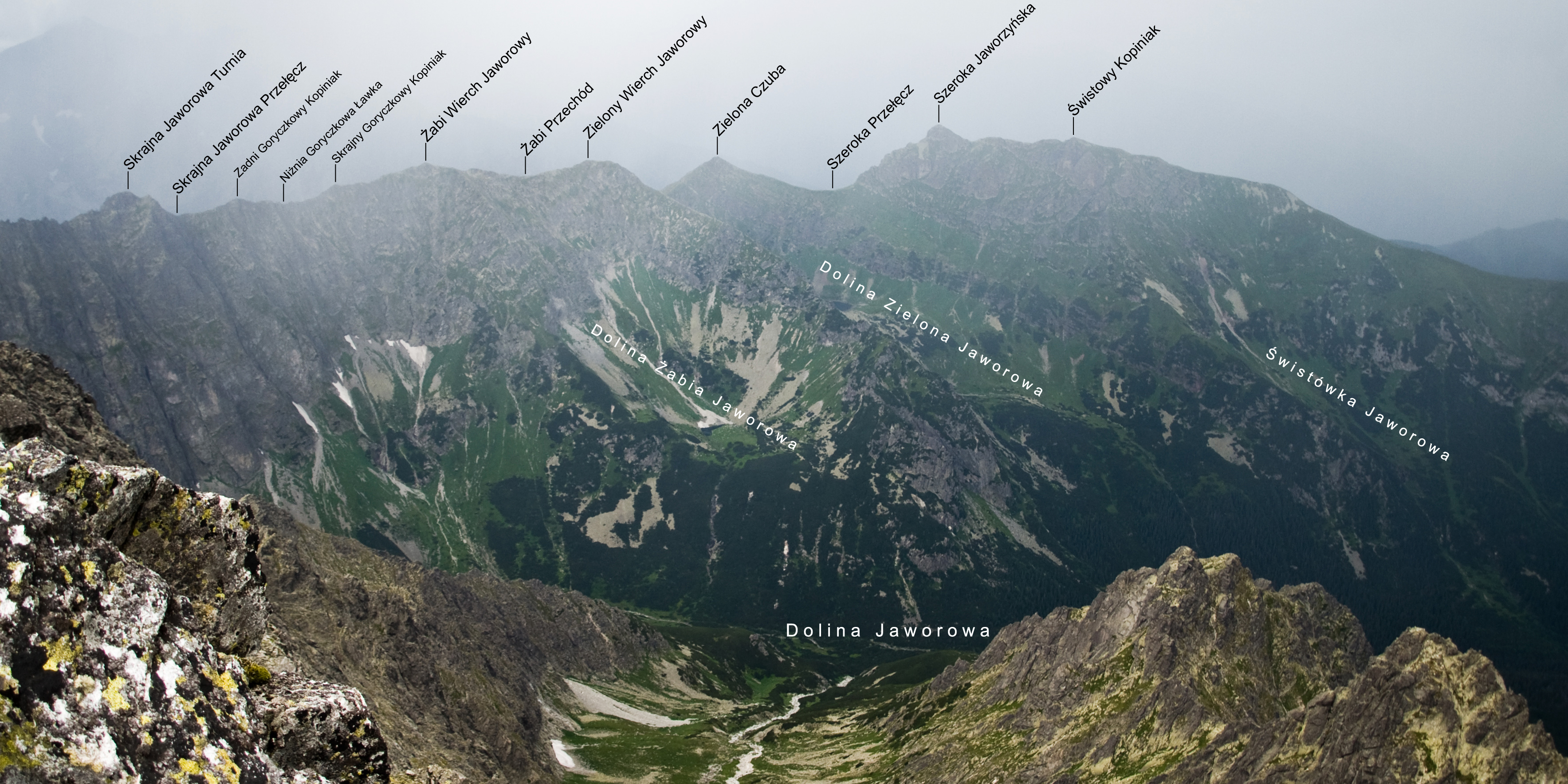
Jaworowe Wierchy i Szeroka Jaworzyńska (podpisane formacje)

Jaworowe Wierchy – północno-zachodnia, łagodniejsza część Jaworowej Grani, rozciągająca się od Skrajnej Jaworowej Przełęczy (Predné Javorové sedlo) po Szeroką Przełęcz (Široké sedlo), za którą wznosi się masyw Szerokiej Jaworzyńskiej. Jaworowe Wierchy oddzielają Dolinę Białej Wody (Bielovodská dolina) od Doliny Jaworowej (Javorová dolina). Tworzą dość szeroki grzbiet, w którym można wyróżnić następujące szczyty i przełęcze (kolejno od południowego wschodu):
- Żabi Wierch Jaworowy (Žabí vrch Javorový, 2203 m n.p.m.)
- Żabi Przechód (Žabia priehyba)
- Zielony Wierch Jaworowy (Žabí vrch Javorový – severozápadný vrchol, 2169 m)
- Zielona Przełęcz (Sedlo nad Zeleným)
- Zielona Czuba (Štít nad Zeleným, 2130 m).

Na obie strony Jaworowe Wierchy opadają przeważnie trawiastymi, ale stromymi stokami. Miejscami, zwłaszcza po stronie Doliny Jaworowej, występują również partie skaliste i urwiska.